# Оседж (Айова)
Оседж (англ. Osage) — місто (англ. city) в США, в окрузі Мітчелл штату Айова. Населення — 3627 осіб (2020).

## Географія
Оседж розташований за координатами 43°16′58″ пн. ш. 92°48′41″ зх. д. / 43.28278° пн. ш. 92.81139° зх. д. (43.282649, -92.811388).  За даними Бюро перепису населення США в 2010 році місто мало площу 5,80 км², уся площа — суходіл.

## Демографія
Згідно з переписом 2010 року, у місті мешкало 3619 осіб у 1614 домогосподарствах у складі 954 родин. Густота населення становила 624 особи/км².  Було 1756 помешкань (303/км²).
Расовий склад населення:
| - 98,1 % — білих - 0,3 % — азіатів - 0,2 % — чорних або афроамериканців - 0,1 % — корінних американців |

До двох чи більше рас належало 0,7 %. Частка іспаномовних становила 1,3 % від усіх жителів.
За віковим діапазоном населення розподілялося таким чином: 22,5 % — особи молодші 18 років, 52,2 % — особи у віці 18—64 років, 25,3 % — особи у віці 65 років та старші. Медіана віку мешканця становила 45,2 року. На 100 осіб жіночої статі у місті припадало 87,0 чоловіків;  на 100 жінок у віці від 18 років та старших — 82,3 чоловіків також старших 18 років.
Середній дохід на одне домашнє господарство  становив 56 312 долари США (медіана — 48 059), а середній дохід на одну сім'ю — 70 518 доларів (медіана — 68 047). Медіана доходів становила 37 015 доларів для чоловіків та 33 787 доларів для жінок. За межею бідності перебувало 10,4 % осіб, у тому числі 13,2 % дітей у віці до 18 років та 6,2 % осіб у віці 65 років та старших.
Цивільне працевлаштоване населення становило 1903 особи. Основні галузі зайнятості: виробництво — 24,6 %, освіта, охорона здоров'я та соціальна допомога — 20,8 %, роздрібна торгівля — 14,4 %, будівництво — 9,8 %.

## Персоналії
- Тайні Сендфорд (1894-1961) — американський актор.